# Jonathan Smith (remero)
Jonathan Scott Smith (Salem, 9 de mayo de 1961) es un deportista estadounidense que compitió en remo.
Participó en tres Juegos Olímpicos de Verano, obteniendo dos medallas, plata en Los Ángeles 1984 (cuatro sin timonel) y bronce en Seúl 1988 (ocho con timonel), y el noveno lugar en Barcelona 1992 (doble scull).
Ganó dos medallas en el Campeonato Mundial de Remo, en los años 1985 y 1987.

## Palmarés internacional
| Juegos Olímpicos   | Juegos Olímpicos             | Juegos Olímpicos  | Juegos Olímpicos   |
| Año                | Lugar                        | Medalla           | Prueba             |
| ------------------ | ---------------------------- | ----------------- | ------------------ |
| 1984               | Los Ángeles (Estados Unidos) | Medalla de plata  | Cuatro sin timonel |
| 1988               | Seúl (Corea del Sur)         | Medalla de bronce | Ocho con timonel   |
| Campeonato Mundial |                              |                   |                    |
| Año                | Lugar                        | Medalla           | Prueba             |
| 1985               | Malinas (Bélgica)            | Medalla de bronce | Ocho con timonel   |
| 1987               | Copenhague (Dinamarca)       | Medalla de oro    | Ocho con timonel   |